# Oberwesel
Oberwesel è una città di 2.891 abitanti della Renania-Palatinato, in Germania.

Appartiene al circondario (Landkreis) Rhein-Hunsrück-Kreis (targa SIM) ed è parte della comunità amministrativa (Verbandsgemeinde) di Hunsrück-Mittelrhein.

## Cultura

### Monumenti e luoghi caratteristici
- Schönburg, rocca
- Mura cittadine. Erette a difesa della città nel XIII secolo, ampliate e rafforzate nel XIV. In gran parte percorribili, contano 16 torri di guardia (originariamente erano 22)
- Chiesa di Nostra Signora. Iniziata nel 1308, consacrata nel 1331, terminata nel 1375
- Chiesa di San Martino. Edificio gotico del 1350 eretto sulla base di una precedente costruzione romana
- Convento dei Minoriti. Convento francescano del 1242, ne rimangono oggi solo alcune rovine a causa di un incendio del 1836
- Chiesa evangelica si Oberwesel, costruita tra il 1897 e il 1899 secondo il progetto dell'architetto August Heins (1848–1913)